# Капнинский, Владимир Васильевич
Владимир Васильевич Капнинский (5 октября 1923 — 16 июня 2006) — советский и российский детский писатель, сценарист, художник.

## Биография
Родился 5 октября 1923 года. Поступил в Московский педагогический институт. Учёбы не окончил. Работал художником-оформителем. С 1950-х годов работал в цехе черновой фазовки, был прорисовщиком на киностудии «Союзмультфильм» .
С 1960-х годов по его сценариям снимали мультфильмы режиссёры П. Н. Носов, Б. С. Котов, В. Я. Бордзиловский, Б. П. Бутаков, Г. М. Козлов, Л. Л. Каюков и другие.
Скончался в 2006 году. Похоронен на Николо-Архангельском кладбище.
Сын — Алексей Капнинский.

## Избранные произведения
Ему принадлежит ряд детских книг и сказок:
- «Домик из грамматики» (1995),
- «Как Ёж с Черепахой поменялись рубахами»,
- «Верное средство»,
- «Ценная бандероль»,
- «Верное детство»,
- «Приезжайте в гости! и другие сказки» (2007, ISBN 5-17-040171-X)
- «Родом из Балашихи» (книга воспоминаний,2002)[1],
- «Терлецкие пруды» (книга воспоминаний, 1992),

Был постоянным автором журнала «Крокодил».

## Творчество

### Сценарист
- 1962 — Клубок («Фитиль» № 2)
- 1962 — Вирус равнодушия («Фитиль» № 3)
- 1963 — Гром и молния («Фитиль» № 17)
- 1964 — Вдвое больше («Фитиль» № 27)
- 1965 — Вот какие чудеса (1965)
- 1965 — Картина
- 1966 — Светлячок № 7
- 1969 — Лиса, медведь и мотоцикл с коляской
- 1969 — Доисторическая новинка («Фитиль» № 81)
- 1970 — Лесная хроника
- 1971 — Чужие следы
- 1971 — Глухарь («Фитиль» № 106)
- 1971 — Приехали—уехали («Фитиль» № 113)
- 1977 — За щелчок (Весёлая карусель № 9)
- 1979 — Приезжайте в гости
- 1980 — Пустомеля
- 1981 — Приключение на плоту
- 1982 — Верное средство
- 1983 — Пилюля
- 1986 — Ценная бандероль

### Художник фильма
- 1961 — Фунтик и огурцы
- 1962 — Случай с художником